# Konak
Konak é um distrito urbano da cidade de Esmirna, no oeste da Turquia, que tem 24 km² de área e em dezembro de 2021 tinha 336 545 habitantes (densidade: 14 022,7 hab./km²).